# Xã Whiteford, Michigan
Xã Whiteford (tiếng Anh: Whiteford Township) là một xã thuộc quận Monroe, tiểu bang Michigan, Hoa Kỳ. Năm 2010, dân số của xã này là 4.602 người.